# Heinrich von Antiochia
Heinrich von Antiochia (* um 1210; † 18. oder 27. Juni 1276) aus der Familie der Ramnulfiden war ein Sohn von Bohemund IV., Fürst von Antiochia und Plaisance von Gibelet.
Er heiratete 1233 Isabella von Zypern, Tochter von Hugo I. König von Zypern (Haus Lusignan) und Alice de Champagne, und Schwester von Heinrich I. von Zypern.
Ihr gemeinsamer Sohn Hugo wurde als Hugo III. König von Zypern und als Hugo I. König von Jerusalem; zudem hatten sie eine Tochter, Marguerite, die 1268 Johann von Montfort heiratete, Herr von Tyrus und Toron.
Nach dem Tod seines Neffen Hugo II. änderte er seinen Namen nach dem seiner Gattin in Heinrich von Lusignan. Seine Nachkommen behielten diese Änderung bei.
Während einer Überfahrt nach Tripolis, auf einem deutschen Schiff, ertrank Heinrich am 18. oder 27. Juni 1276 im Meer. Sein Leichnam wurde später, als im März 1284 in Tyrus auch sein Sohn Hugo III. starb, zusammen mit dessen Leichnam nach Zypern gebracht und in bei den Hospitalitern in Nikosia, vermutlich in der Kathedrale St. Sophia begraben.